# B'z The Best "Treasure"
B'z The Best "Treasure" é a quarta coletânea da banda japonesa de hard rock B'z, lançada em 20 de setembro de 1998 pela Rooms Records. Vendeu 4.438.742 cópias no total, chegando à 1ª colocação da Oricon. Assim como seu antecessor, esse álbum também foi um dos mais bem vendidos da história do Japão, sendo o 5º com mais cópias vendidas.
A maior parte das faixas do álbum foram lançadas como singles, e todas alcançaram a 1ª colocação na Oricon.
Foi um dos álbuns vencedores do 13° Japan Gold Disc Award na categoria de Álbum de Rock do Ano.

## Faixas
1. Blowin' - 3:55
2. Koi-Gokoro - 3:49
3. Time - 4:57
4. Liar! Liar! - 3:23
5. Negai (ねがい) - 3:29
6. Itoshii Hitoyo Good Night... (愛しい人よGood Night...) - 6:15
7. Pleasure'98 -Jinsei no Kairaku- (Pleasure'98 ~人生の快楽~) -  4:44
8. Mienai Chikara -Invisible One- (ミエナイチカラ -Invisible One-) - 4:41>
9. Mou Ichidou Kiss Shitakatta (もう一度キスしたかった) - 4:39
10. Fireball - 4:14
11. Real Thing Shakes - 4:14
12. Motel - 4:23
13. Itsuka no Meriikurisumasu (いつかのメリークリスマス) - 5:38
14. RUN -1998 style- - 5:49